# Checkout.com
Checkout.com ist ein internationales Finanz- und Zahlungsdienstleistungsunternehmen mit Hauptsitz in London, Vereinigtes Königreich. Checkout.com wurde 2012 gegründet (das Vorgängerunternehmen wurde 2009 gegründet) und kam 2022 auf eine Unternehmensbewertung von 40 Milliarden US-Dollar, womit es das wertvollste europäische Start-up-Unternehmen im Bereich Fintech war. Checkout.com wickelt Zahlungen für andere Unternehmen ab. Zu den Kunden gehört Netflix, Pizza Hut und die Kryptobörse Coinbase.

## Geschichte
Checkout.com wurde im Jahr 2009 von dem Schweizer Guillaume Pousaz in Singapur unter dem Namen Opus Payments gegründet, welches Zahlungen für Händler in Hongkong abwickelte. Das Unternehmen wurde 2011 durch einen Deal mit der chinesischen Handelswebsite Dealextreme für technische Gadgets profitabel. 2012 wurde Opus Payments in Checkout.com in umbenannt und im Vereinigten Königreich registriert. 2013 wurde Checkout.com Mitgliedschaft bei Visa und Mastercard gewährt und Checkout.com fokussierte sich danach auf Partnerschaften mit Alipay und WeChat.
Im Jahr 2019 erhielt das Unternehmen eine Serie-A-Finanzierungsrunde in Höhe von 230 Millionen US-Dollar, welche von Insight Partners und DST Global angeführt wurde. Nach weiteren Finanzierungsrunden stieg die Unternehmensbewertung bis Juni 2020 auf 15 Milliarden US-Dollar.
Im Januar 2022 verkündete das Unternehmen eine Finanzierungsrunde in Höhe von einer Milliarde US-Dollar und überstieg damit den Wert von Konkurrenten wie Revolut und Wise. Zu den Investoren gehörte u. a. die Qatar Investment Authority und Tiger Global Management. Das Unternehmen kündigte an, mit dem Kapital in Anwendungen im Bereich Web 3.0 zu investieren.